# Aristocrazia

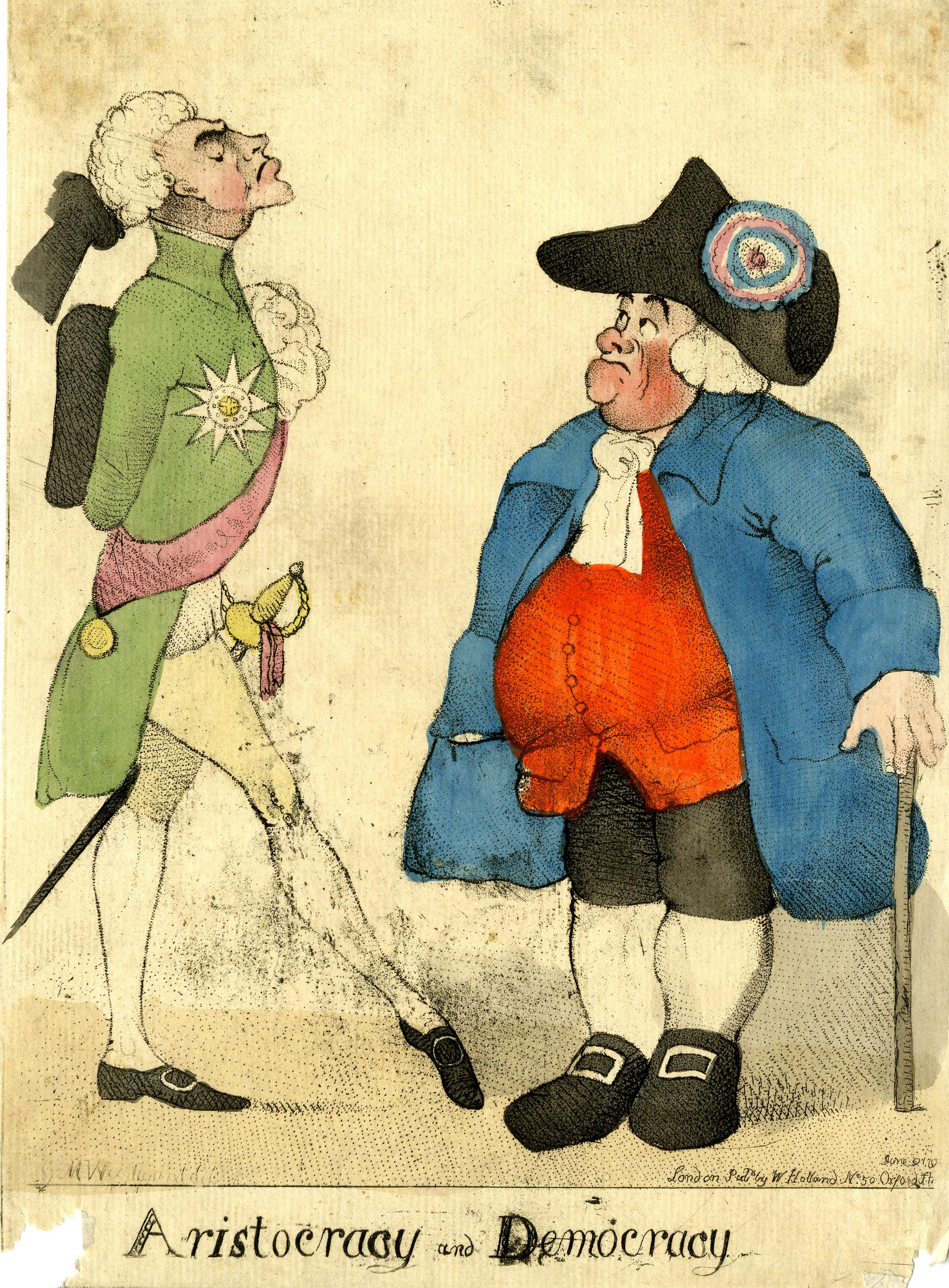
Aristocrazia e democrazia in un disegno del 1794 (British Museum)

L'aristocrazia (dal greco άριστος, àristos, "migliore" e κράτος, kratos, "comando") è una forma di governo nella quale poche persone (che secondo l'etimologia greca del termine dovrebbero essere i "migliori") controllano interamente lo Stato; secondo il pensiero platonico-aristotelico è una delle tre forme di governo, assieme a monarchia e timocrazia, mentre l'oligarchia è la sua forma degenerata; è stata, assieme all'oligarchia, tra le forme di governo più diffuse in Europa negli ultimi secoli, generalmente sotto forma di monarchie costituzionali, nelle quali il potere del sovrano è controllato da un parlamento composto da soli nobili.

## Origini
All'epoca delle origini della parola nell'antica Grecia, i Greci la concepivano come governo dei cittadini più qualificati, e spesso la contrapponevano favorevolmente alla monarchia, governo di un individuo. Il termine fu usato per la prima volta da Greci antichi come Aristotele e Platone, che lo usarono per descrivere un sistema in cui solo i migliori cittadini, scelti attraverso un attento processo di selezione, sarebbero diventati governanti, e il governo ereditario sarebbe stato effettivamente proibito, a meno che i figli dei governanti non si comportassero meglio e fossero meglio dotati degli attributi che rendono una persona adatta a governare rispetto a ogni altro cittadino nella comunità politica. Il governo ereditario in questa accezione è più correlato all'oligarchia, una forma corrotta di aristocrazia in cui c'è il governo di pochi, ma non dei migliori. 
Platone, Socrate, Aristotele, Senofonte e gli Spartani consideravano l'aristocrazia (la forma ideale di governo di pochi) intrinsecamente migliore della forma ideale di governo di molti (politeia), ma consideravano anche la forma corrotta di aristocrazia (oligarchia) peggiore della forma corrotta di democrazia (oclocrazia). Questa convinzione era radicata nel presupposto che le masse potessero produrre solo una politica media, mentre i migliori tra gli uomini potevano produrre la migliore politica, se fossero stati davvero i migliori tra gli uomini. Successivamente Polibio nella sua analisi della Costituzione della Repubblica Romana utilizzò il concetto di aristocrazia per descrivere la sua concezione di repubblica come una forma mista di governo, insieme alla democrazia e alla monarchia nella loro concezione da allora, come un sistema di controlli ed equilibri, dove ogni elemento controlla gli eccessi dell'altro.

## Concetto
Il concetto si è evoluto nell'antica Grecia, in cui un consiglio di cittadini di spicco era comunemente autorizzato. Ciò era in contrasto con la democrazia rappresentativa, in cui un consiglio di cittadini era nominato come "senato" di una città-stato o di un'altra unità politica. Ai Greci non piaceva il concetto di monarchia e, quando il loro sistema democratico cadde, l'aristocrazia fu sostenuta.
Nel suo libro del 1651 Leviatano, Thomas Hobbes descrive un'aristocrazia come un commonwealth in cui il rappresentante dei cittadini è un'assemblea solo per parte. È un sistema in cui solo una piccola parte della popolazione rappresenta il governo; "certi uomini distinti dal resto".
Il concetto di aristocrazia secondo Platone ha uno stato ideale governato dal re filosofo. Platone descrive i "re filosofi" come "coloro che amano la vista della verità" e supporta l'idea con l'analogia di un capitano e della sua nave o di un medico e della sua medicina. Secondo lui, la navigazione e la salute non sono cose che tutti sono qualificati a praticare per natura. Gran parte di La Repubblica affronta poi come il sistema educativo dovrebbe essere impostato per produrre re filosofi.

## Storia
Le aristocrazie hanno dominato il potere politico ed economico per la maggior parte del periodo medievale e moderno quasi ovunque in Europa, utilizzando la loro ricchezza e la proprietà terriera per formare una potente forza politica. La guerra civile inglese ha comportato il primo sforzo organizzato e sostenuto per ridurre il potere aristocratico in Europa.
Nel XVIII secolo, la borghesia emergente tentò di usare il denaro per entrare nell'aristocrazia, con un certo successo. Tuttavia, la Rivoluzione francese degli anni '90 del Settecento costrinse molti aristocratici francesi all'esilio e causò costernazione e shock nelle famiglie aristocratiche dei paesi vicini. Dopo la sconfitta di Napoleone nel 1814, alcuni degli esuli sopravvissuti tornarono, ma la loro posizione all'interno della società francese non fu recuperata.
A partire dalla Gran Bretagna, l'industrializzazione nel XIX secolo portò all'urbanizzazione, con una ricchezza sempre più concentrata nelle città, che assorbirono il potere politico. Tuttavia, ancora nel 1900, gli aristocratici mantennero il predominio politico in Gran Bretagna, Germania, Danimarca, Svezia, Austria e Russia, ma si trattava di un dominio sempre più precario. La prima guerra mondiale ebbe l'effetto di ridurre drasticamente il potere degli aristocratici in tutti i principali paesi. In Russia, gli aristocratici furono imprigionati e assassinati dai comunisti. Dopo il 1900, i governi liberali e socialisti imposero pesanti tasse ai proprietari terrieri, decretando la loro perdita di potere economico.